# Turiaçu
Turiaçu és un barri de la Zona Nord del municipi de Rio de Janeiro.
Limita amb Rocha Miranda, Irajá, Vaz Lobo, Madureira i Oswaldo Cruz
El seu IDH, l'any 2000, era de 0,812, el 79 millor del municipi de Rio.

## Història
El nom del barri ve de la suma de les paraules indígenes TURY o TORY, "Facho", i AÇÚ, "gran, extens"; significant "el fogaréu", o el "fogaréu feito de sapê". (foguera feta amb palla)
En la regió, travessada per la carretera del Otaviano - el comerciant Otaviano José da Cunha, que tenia el seu establiment al Largo do Otaviano -, quedava l'Engenho do "Vira-Mundo", l'últim gran fabricant de sucre morè i aiguardent, després de la decadència de l'Engenho de Portela.
Amb la inauguració del Ferrocarril Melhoramentos do Brasil (actual línia auxiliar), va ser instal·lada l'estació de Turiaçu el 1898, actualment abandonada i només utilitzada com a punt de parada dels trens.
Actualment és un petit barri, on predominen les residències. S'estén entre la línia fèrria i el morro del Sapê. Travessat per les línies de transmissió d'energia de la Light, el barri de Turiaçu té grans pedreres abandonades en el morro del Sapê i, la indústria de productes d'alimentació Fábrica de Biscoitos Piraquê que queda en el carrer Leopoldino d'Olivera; a més de la Parróquia Santa Rita de Cássia. Està dintre de la zona d'influència del centre de comerç i serveis de Madureira.

## Localització
El barri de Turiaçu forma part de la regió administrativa de Madureira. Els barris integrants d'aquesta regió administrativa són: Bento Ribeiro, Campinho, Cascadura, Cavalcanti, Engenheiro Leal, Honório Gurgel, Madureira, Marechal Hermes, Osvaldo Cruz, Quintino Bocaiúva, Rocha Miranda, Turiaçu i Vaz Lobo.
La denominació, delimitació i codificació del barri va ser establerta pel Decret Num. 3158, de 23 de juliol de 1981 amb alteracions del Decret Num. 5280, de 23 d'agost de 1985.
Pel fet de ser un barri petit, és poc conegut pels carioques, sent confós com a part del barri de Madureira.
En el barri es localitza una favela anomenada Morro del Turiaçu.
En el barri es localitza un dels principals fabricants de galetes del país, la Piraquê.